# Below (Adelsgeschlecht)
Below ist der Name eines alten mecklenburg-pommerschen Adelsgeschlechts mit einem Stammhaus (heute Bälau) bei Bredenvelde, das schon 1194 in Ratzeburg erwähnt wird und einem späteren Stammhaus Below bei Goldberg.

## Geschichte
Das Geschlecht erscheint erstmals 1217 urkundlich mit Nicolaus de Below als Zeuge von Schenkungen der Grafen von Schwerin an das Bistum Ratzeburg. Im Jahr 1296 erscheint Wluoldus de Belowe als Truchsess des Herzogs Bogislaw IV. von Pommern. Mit ihm wird das Geschlecht in Vorpommern und später auch in Hinterpommern ansässig. Das mecklenburgische Below wurde 1296 urkundlich erstmals erwähnt, als Fürst Nikolaus II. von Werle sein Eigentum in Below und weiteren Orten in der Umgebung von Goldberg den Zisterziensermönchen des Klosters Neuenkamp im vorpommerschen Franzburg verkaufte. Zeugen waren damals Ywanus de Belowe, dessen Familie die Lokatoren von Below waren und dem Dorf den Namen verliehen. 1249 gehörten die Brüder Iwan I. und Nikolaus II. von Below noch zum Gefolge des Fürsten Pribislaw I.
In dem ab 1491 geführten Rechnungsbuch des Klosters Dobbertin ist vermerkt, dass 1682 die Jungfrau Dorothea Elisabeth von Below ins Kloster gegeben wurde. Im Einschreibebuch des Klosters Dobbertin von 1696 bis 1918 befinden sich weitere Eintragungen von Töchtern der Familie von Below von 1797 bis 1872 zur Aufnahme in das dortige adelige Damenstift. Der Wappenschild mit anhängendem Ordensstern der Konventualin Caroline von Below befindet sich auf der Nonnenempore in der Klosterkirche, ihre Grabstätte auf dem Klosterfriedhof Dobbertin.
Im 19. Jahrhundert hatten die von Below Besitzungen in Vorpommern im Landkreis Greifswald. Die Güter lagen in Salchow und Jargelin zwischen Greifswald und Anklam. Durch diese Besitzungen waren sie ständisches Mitglied des Kreistages. Im Kreishaus von Greifswald war ein Wappenfries der Mitglieder angebracht, der auch das derer von Below enthielt.
Am 15. Mai 1900 wurde der Familie wegen des 600-jährigen Besitzstandes in Pommern das Präsentationsrecht zum Preußischen Herrenhaus von der Krone verliehen.

## Wappen
- Das Siegel derer von Below von 1299 zeigt einen Schild mit drei Doppeladlern (2 über 1). „Wie andere Geschlechter haben die v. Below in der Folge statt der dreifachen Schildfigur selbige nur einmal in ihr Siegel genommen, so 1353, ohne Zweifel, weil bei dem üblich werdenden kleineren Formate derselben eine genügend deutliche Darstellung der Schildfigur in der Mehrzahl nicht thunlich war.“[7]
- Der mecklenburgische Stamm führt in Silber einen schwarzen Doppeladler. Auf dem Helm mit schwarz-silbernen Decken steht ein von zwei gepanzerten Armen gehaltener schwarzer Doppeladler.
- Der pommersche Stamm führt in Blau drei (2, 1) Mannesköpfe mit niederhängenden silbernen Mützen mit blauen Aufschlägen. Auf dem Helm mit blau-silbernen Decken ein Kopf mit der Mütze vor einem natürlichen Pfauenstoß.

Historische Wappenbilder
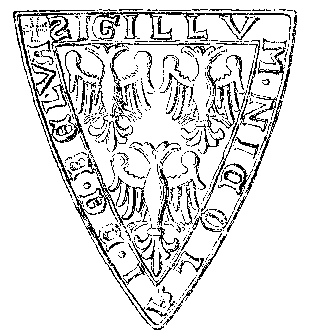
Siegel des Nicolaus de Belau 1299
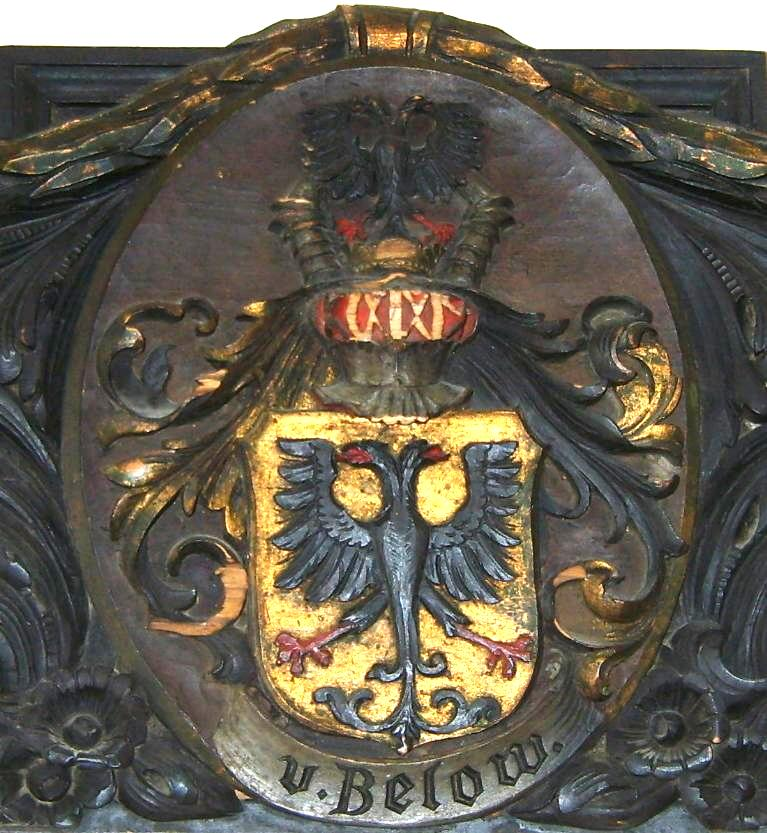
Wappen derer von Below im Kreishaus in Greifswald
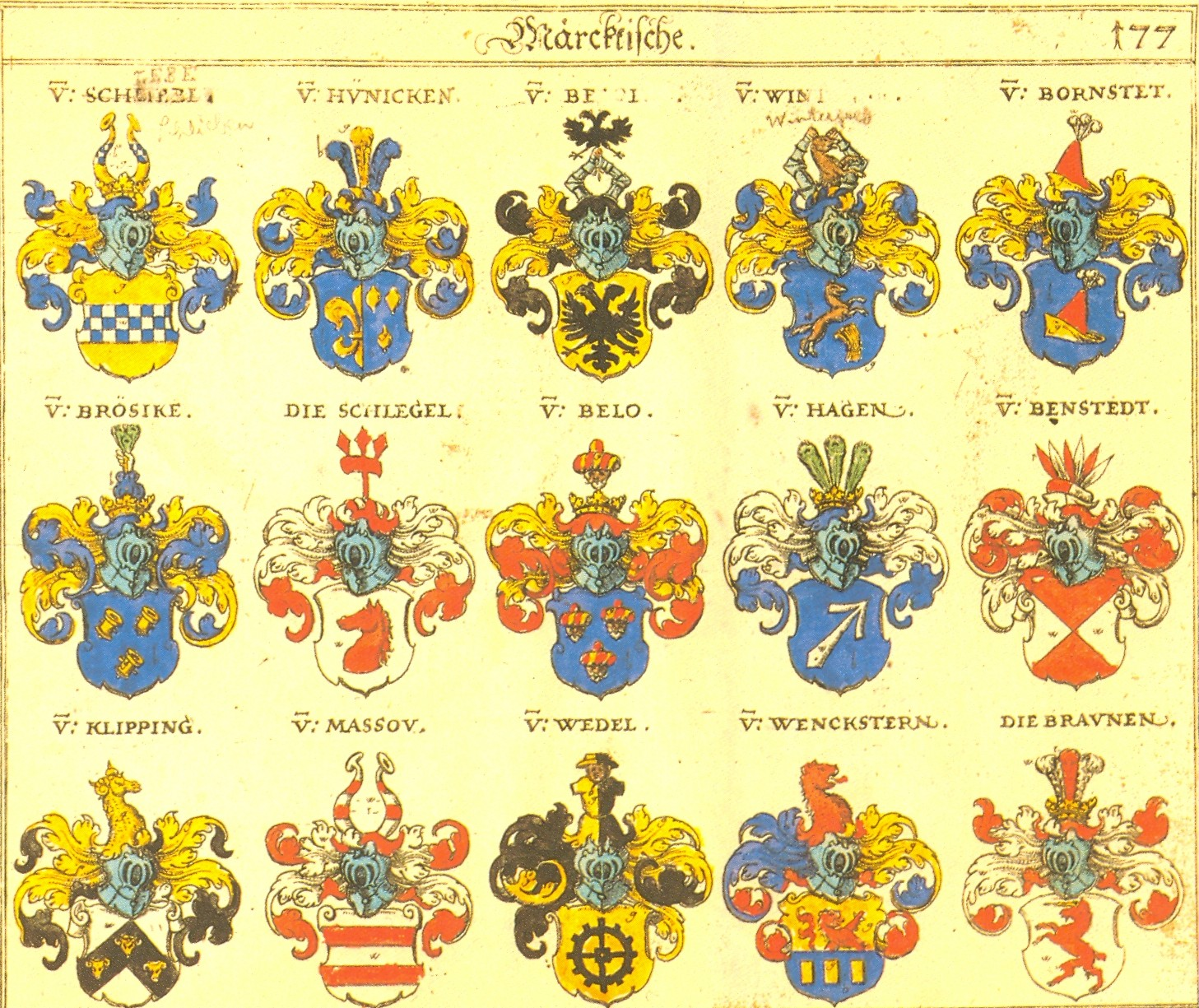
Wappen derer von Below I und II in Siebmachers Wappenbuch 1605
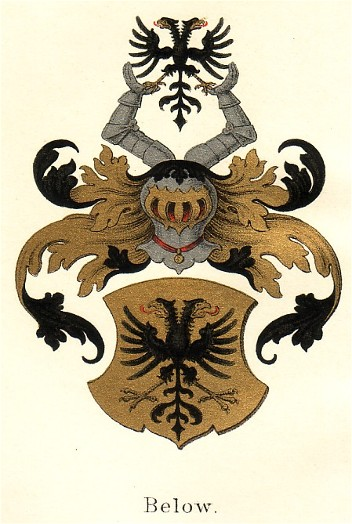
Wappen in Danmarks Adels Aarbog 1888
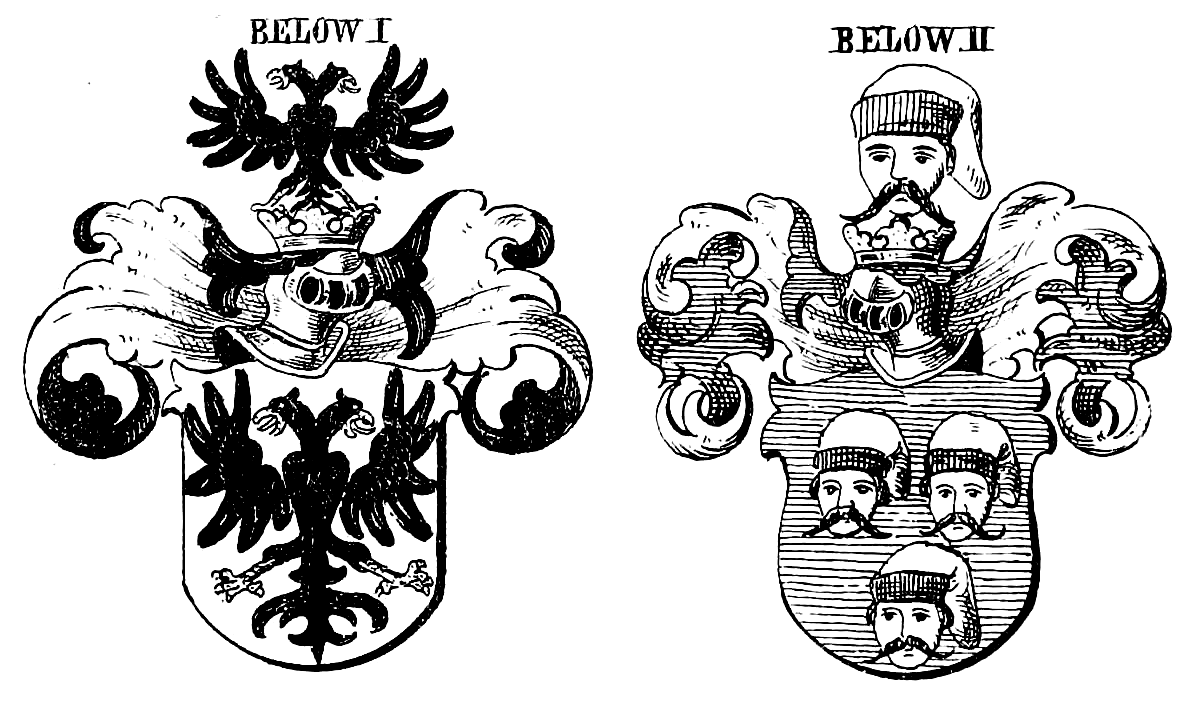
Wappen derer von Below I und II im neuen Siebmacher 1878
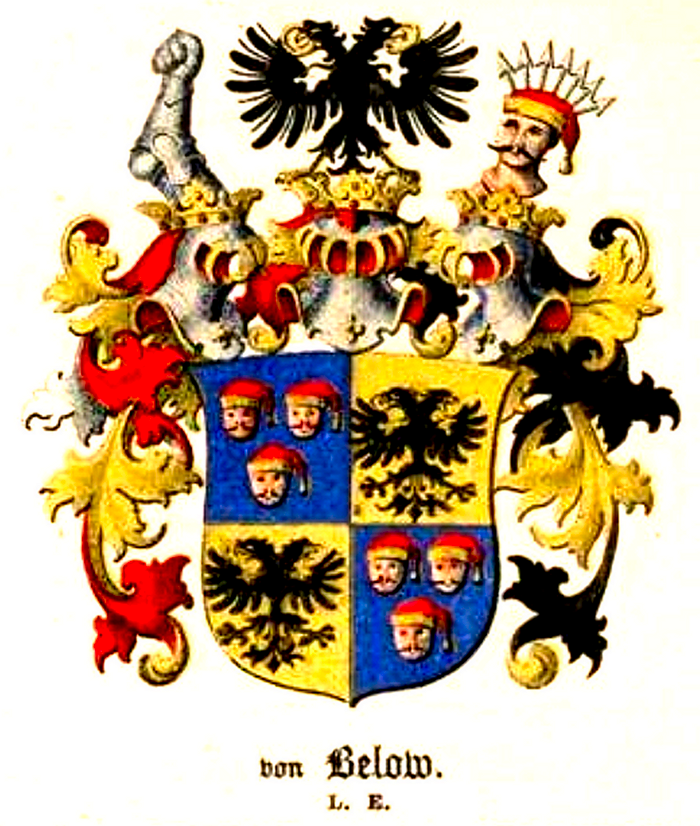
Vereinigtes Below-Wappen im Baltischen Wappenbuch

## Bekannte Familienmitglieder
- Alexander von Below (1801–1882), Gutsbesitzer, Reichstagsabgeordneter und Mitglied des Preußischen Herrenhauses
- Almuth von Below-Neufeldt (* 1954), deutsche Politikerin, Mitglied der Freien Demokratischen Partei und des Niedersächsischen Landtages
- Andreas von Below (1763–1820), livländischer Landmarschall
- August Adolph von Below (1715–1787), sächsischer Kammerherr, Gutsbesitzer (Großwelka) und „Gegenhändler“ des Markgraftums Oberlausitz
- Anton von Below (1808–1896), preußischer Generalleutnant
- Bernd von Below (1762–1834), Oberst, langjähriger Stadtkommandant von Rostock
- Carl von Below (1847–1903), preußischer Generalmajor
- Casper Ludwig von Below (1745–1794), westpreußischer Landrat und Landschaftsdirektor
- Claus von Below (1866–1939), deutscher Diplomat[8]
- Eduard von Below (1856–1942), General der Infanterie, Ritter des Pour le Mérite
- Ernst von Below (1863–1955), General der Infanterie, Ritter des Pour le Mérite
- Ferdinand von Below (1812–1870), preußischer Generalmajor, Ritter des Pour le Mérite
- Friedrich George Wilhelm von Below (1769–1812), Landrat des Kreises Schlawe
- Friedrich Karl Ludwig von Below (1750–1814), Landstallmeister im Gestüt Trakehnen
- Fritz von Below (1853–1918), preußischer General der Infanterie im Ersten Weltkrieg, Ritter des Pour le Mérite
- Georg von Below (1858–1927), Verfassungs- und Wirtschaftshistoriker
- Gerd von Below (General) (1838–1892), preußischer Generalleutnant
- Gerd Bogislav von Below (1726–1786), deutscher Oberst
- Gerd Heinrich von Below (1676–1743), deutscher Jurist und Richter
- Gerd-Paul von Below (1892–1953), deutscher Generalmajor
- Gerda von Below (1894–1975), verheiratete Freifrau Treusch von Buttlar-Brandenfels, deutsche Schriftstellerin
- Gustav von Below (1790–1843), pommerscher Gutsherr und Pietist, siehe Belowsche Bewegung
- Gustav von Below (1791–1852), preußischer Generalleutnant, Mitglied des Ostpreußischen Provinziallandtages
- Gustav von Below (1855–1940), preußischer Diplomat, Mitglied des Preußischen Herrenhauses
- Hans Vinzent Stanislaus von Below (1862–1933), preußischer Generalleutnant, Ritter des Pour le Mérite
- Hans Karl Friedrich Franz von Below (1764–1840), preußischer Generalmajor, Ritter des Pour le Mérite
- Heinrich von Below (1856–1907), preußischer Landrat
- Heino Friedrich von Below (1681–1750), Landrat des Schlawe-Pollnowschen Kreises
- Hugo von Below (1824–1905), preußischer Generalleutnant, Ritter des Pour le Mérite, Ehrenbürger der Stadt Posen
- Jürgen (Georg) von Below (1525–1589), Hofmarschall, Klosterhauptmann 1557–1562 und Provisor 1566–1589 im Kloster Dobbertin.[9]
- Karl von Below (1818–1897), preußischer Generalleutnant
- Karl Friedrich von Below (1794–1867), Wirklicher Staatsrat und 1842 bis 1852 Vizegouverneur von Estland[10]
- Lorenz Ludwig von Below (1692–1760), preußischer Generalleutnant
- Ludwig von Below (1779–1859), preußischer Generalleutnant, Direktor des Potsdamer Militär-Waisenhauses
- Marie von Below (1861–1903), Großmutter des Wernher von Braun
- Matthias Wilhelm von Below (1722–1798), preußischer Generalleutnant, Gouverneur der Festung Stettin
- Nikolaus Bertram von Below (1728–1779), Kammerpräsident
- Nicolaus von Below (1907–1983), Oberst, Luftwaffen-Adjutant bei Adolf Hitler (1937–1945)
- Nikolaus von Below (1837–1919), Gutsbesitzer und Mitglied des Preußischen Herrenhauses
- Nikolaus von Below (1648–1707), preußischer Generalmajor, Ritter des Ordens De la Générosité
- Nikolaus von Below (1855–1915), preußischer Generalmajor
- Ottilie von Below (1837–1894), deutsche Schriftstellerin
- Otto von Below (1857–1944), General der Infanterie im Ersten Weltkrieg, Ritter des Pour le Mérite
- Paul Friedrich von Below (1858–1924), Generalmajor

- Richard von Below (Politiker) (1833–1875), deutscher Gutsbesitzer und Politiker
- Richard von Below (Maler) (1879–1925), deutscher Maler und Illustrator

- Theodor von Below (1765–1839), preußischer Generalleutnant, Ritter des Pour le Mérite
- Werner von Below (1784–1847), preußischer Generalmajor
- Werner von Below (1841–1910), preußischer Generalmajor
- Wilhelm von Below (1783–1864), preußischer Generalleutnant